# برلمان الطلائع
برلمان الطلائع: هو برنامج أعده المجلس القومي للشباب بهدف محاكاة مجلس الشعب المصري؛ للشباب من عمر 10 إلى 18 سنة وهو أحد القنوات الشرعية للمشاركة الإيجابية والتعبير عن الرأي وعرض المشكلات واقتراح الحلول وصياغة التوصيات ومتابعة تنفيذها، وهو بدوره يعمل على تدريب الشباب على القيادة.
البرلمان: هو برنامج تعليمي تثقيفي يهدف إلى تعريف الشباب بمشاكل مجتمعهم، ولكي يشارك الشباب في الحياة العامة والسياسية ومجالات العمل التطوعي ويتبوأ كل منهم مكانته داخل مؤسسات المجتمع المدني لابد أن يحصل الشباب على قسط وافر من التدريب والتثقيف وكذلك لابد من المحاكاة وتمثيل الأدوار وذلك عند المشاركة بفاعلية في برلمان الشباب.
ويعتبر البرلمان آلية من آليات العمل التطوعي للعمل مع الشباب واستكمالا لبرلمان الطلائع بعد بلوغ سن 18 سنة .

## الهدف
1. تأهيل الشباب على الممارسة الديمقراطية .
2. تعميق المفاهيم الديمقراطية والانتماء لدى الشباب .
3. فتح قنوات الحوار وتقليل الهوة بين الشباب والقيادات .
4. تعميق قيم المشاركة والانخراط في قضايا المجتمع .

## تشكيل البرلمان
يتشكل من الرئيس - ومن وكيلين ومن أمين سر ومن 11 لجنة :-
1. لجنة حقوق الإنسان
2. لجنة العلاقات الخارجيه
3. لجنة الشؤون الاقتصاديه
4. لجنة السياحة والإعلام والآثار
5. لجنة النقل والمواصلات
6. لجنة التعمير والإسكان
7. لجنة الزراعة والري
8. لجنة الشؤون الصحيه والبيئة
9. لجنة التعليم والبحث العلمي
10. لجنة الشؤون العربيه
11. لجنة الصناعة والطاقة

## الإهتمامات
ويتم الأهتمام حقوق المواطنة وهي : ــ
1. حق التعليم.
2. حق العمل.
3. حق الملكية.
4. حرية التعبير عن الرأي.
5. حرية العقيدة.

ولكل حق من هذه الحقوق واجب لابد من الالتزام به ما دمت حريصا على ان تحصل على حقوقك.
وهذه الواجبات هي :
1. أن تكون مجتهدا في دراستك التي أتاحها لك حق التعليم وأن تستوعب المناهج العلمية الحديثة التي تؤهلك ان تكون مواطنا صالحا.
2. أن تقوم بتأدية عملك بأمانة وإخلاص وأن تختار العمل المناسب والذي تكون قادرا على تأديته وإنجازه في أفضل صورة له.
3. أن تحترم حقوق وملكية الآخرين دون تمييز في اللون أو الجنس أو العقيدة.
4. أن تحترم آراء الآخرين دون تحيز أو تعصب.

وما دمت لك الحرية في ممارسة عقائدك الدينية فمن واجبك أن تحترم العقائد الأخرى بدون تعصب.